# Беллини, Джанкарло
Джанкарло Беллини (итал. Giancarlo Bellini; род. 15 сентября 1945, Кроза, Пьемонт) — итальянский шоссейный велогонщик, выступавший на профессиональном уровне в период 1971—1979 годов. Победитель горной классификации Тур де Франс (1976), победитель одного из этапов «Джиро д’Италия» (1978).

## Биография
Джанкарло Беллини родился 15 сентября 1945 года в коммуне Кроза провинции Биелла, Италия.
Выступал в шоссейном велоспорте на любительском уровне начиная с 1968 года, представлял команды US Vallese и Triplex-Ponzone.
Первого серьёзного успеха как велогонщик добился в 1970 году на впервые проводившейся молодёжной гонке «Джиро д’Италия», где выиграл один из этапов и одержал победу в генеральной классификации.
Дебютировал среди профессионалов в 1971 году, подписав контракт с командой Molteni — рассматривался как помощник знаменитого бельгийца Эдди Меркса. В этом сезоне впервые стартовал на взрослой «Джиро д’Италия», благополучно преодолел все этапы и занял в общем зачёте 53 место.
В 1972 году вновь участвовал в «Джиро», на сей раз показал 33 результат.
С 1974 года являлся членом команды Brooklyn, где работал на таких звёздных гонщиков как Патрик Серкю и Роже де Вламинк. В этом сезоне занял 47 место на «Джиро д’Италия» и 26 место на «Тур де Франс».
В 1975 году одержал победу на «Джиро ди Кампания», выиграл один из этапов «Тура Швейцарии», став седьмым в генеральной классификации, был восьмым на «Туре Романдии» и 23-м на «Льеж — Бастонь — Льеж». При этом на «Джиро д’Италия» занял 17 место в генерале. Попав в основной состав итальянской национальной сборной, выступил на шоссейном чемпионате мира в Ивуаре.
Одно из самых значимых достижений в своей спортивной карьере Беллини сделал в 1976 году, когда завоевал гороховую майку лидера горной классификации Тур де Франс (в генеральной классификации стал шестнадцатым). Помимо этого финишировал одиннадцатым на «Джиро д’Италия», выиграл один из этапов «Тура Романдии», где в общем зачёте вновь разместился на восьмой позиции.
В 1977 году добавил в послужной список ещё одну победу на этапе «Тура Романдии», став в общем зачёте девятым, закрыл десятку сильнейших на «Туре Швейцарии», занял 12 место на «Джиро д’Италия».
В 1978 году перешёл в команду Zonca-Santini. С ней отметился победами на отдельных этапах «Джиро д’Италия» и «Тура Швейцарии».
Последний раз показывал сколько-нибудь значимые результаты в шоссейном велоспорте в сезоне 1979 года — Беллини в восьмой раз принимал участие в супервеломногодневке «Джиро д’Италия», однако сошёл с дистанции в ходе одного из этапов и на том завершил карьеру профессионального велогонщика.